# Kuifkwartelduif
De kuifkwartelduif (Geotrygon versicolor) is een vogel uit de familie Columbidae (duiven).

## Verspreiding en leefgebied
Deze soort is endemisch op Jamaica, een land in het Caribisch gebied ten zuiden van Cuba en ten westen van het eiland Hispaniola.